# Medaglia alla memoria della difesa nazionale del Tirolo del 1866
La medaglia alla memoria della difesa nazionale del Tirolo del 1866 fu una medaglia di benemerenza dell'Impero austriaco.

## Storia
La medaglia venne istituita nel 1866 dall'imperatore Francesco Giuseppe per ricompensare i soldati e gli ufficiali dell'esercito imperiale austriaco che si fossero distinti nella difesa del Tirolo durante la guerra contro la Prussia del 1866. I tirolesi si distinsero in questo frangente in particolare nella difesa del confine meridionale con il Regno d'Italia che, alleatosi con la Prussia, minacciava l'Austria dal fronte peninsulare.

## Insegne
La medaglia consisteva in un disco circolare d'argento che riportava, sul diritto, il volto dell'imperatore Francesco Giuseppe voltato a sinistra, coronato d'alloro ed accompagnato dalla scritta FRANZ JOSEPH I.KAISER VON OESTERREICH con sotto la firma dell'incisore TAUTENHAYN. Sul retro si trovava una corona d'alloro con al centro la frase MEINEM / TREUEN VOLKE / VON / TIROL / 1866.
Il nastro della medaglia era bianco e rosso.